# Rosaster symbolicus
Rosaster symbolicus is een zeester uit de familie Goniasteridae.
De wetenschappelijke naam van de soort werd in 1889 gepubliceerd door Percy Sladen.